# Lac Niamawi
 (août 2016).
Si vous disposez d'ouvrages ou d'articles de référence ou si vous connaissez des sites web de qualité traitant du thème abordé ici, merci de compléter l'article en donnant les références utiles à sa vérifiabilité et en les liant à la section « Notes et références ».
Le lac Niamawi est un lac salé présent sur l'île principale des Comores. Il est situé au Nord de la Grande Comore dans un ancien cratère volcanique.

## Présentation
Le lac Niamawi est un lac situé dans l'archipel des Comores, un pays insulaire situé dans l'océan Indien, au large de la côte est de l'Afrique. Il est également connu sous le nom de lac Salé ou lac Dzialandzé[réf. nécessaire].
Le lac Niamawi est le plus grand lac de l'archipel des Comores, s'étendant sur environ 3,5 kilomètres carrés. Il est situé sur l'île de Grande Comore, près de la ville de Dzialandzé. Le lac est d'origine volcanique et est situé dans un cratère éteint[réf. nécessaire].
Ce lac est unique en raison de ses eaux salées. En fait, c'est l'un des rares lacs d'eau salée au monde. La salinité de l'eau provient de la connexion souterraine avec l'océan Indien. En raison de cette particularité, le lac Niamawi présente une faune et une flore spécifiques adaptées à cet environnement salin[réf. nécessaire].
Le lac Niamawi est entouré d'une végétation luxuriante et de collines verdoyantes, offrant un paysage pittoresque. Il est également considéré comme un lieu sacré par la population locale et joue un rôle important dans les traditions et les croyances comoriennes[réf. nécessaire].
En plus de sa beauté naturelle, le lac Niamawi offre également des activités récréatives aux visiteurs. Les touristes peuvent profiter de la baignade dans ses eaux salées, observer les oiseaux qui fréquentent la région ou tout simplement se détendre en admirant le paysage tranquille[réf. nécessaire].

## Légende
La légende dit qu'un village était auparavant situé à la place de ce lac. Un jour une vieille femme est venue demander un verre d'eau aux villageois qui refusèrent de lui donner, sauf une famille. La vieille dame dit alors à la mère de famille de quitter le village avant la nuit avec sa famille sans aucune raison particulière. La famille quitta donc le village. Le lendemain matin lorsque la famille revint au village, il avait été inondé. La vieille femme était en fait une sorcière,.
Il existe de nombreuses versions de la légende qui tourne autour du lac Niamawi, une autre version raconte que c'était un vieil homme d'autres parlent seulement d'un étranger.

Une autre histoire plus récente raconte que des scientifiques européens et américains ont voulu vérifier la profondeur de ce lac, car lorsque l'on jette une pierre ou un objet dans ce lac, on ne l'entend pas tomber dans l'eau. Les scientifiques ne seraient jamais remontés à la surface[réf. nécessaire].